# دیوید اوریکو
دیوید اوریکو (انگلیسی: Davide Orrico؛ زادهٔ ۱۷ فوریهٔ ۱۹۹۰ ‏(۳۵ سال)) دوچرخه‌سوار اهل ایتالیا است.
از باشگاه‌هایی که در آن بازی کرده‌است می‌توان به ویلیر تریستینا–سله ایتالیا اشاره کرد.